# Kecamatan Simanindo
Kecamatan Simanindo är ett distrikt i Indonesien.   Det ligger i provinsen Sumatera Utara, i den västra delen av landet, 1 300 km nordväst om huvudstaden Jakarta. Kecamatan Simanindo ligger vid sjön Danau Toba.